# Viola canina
La violeta perruna o violeta de perro (Viola canina) es una especie de violeta. Se encuentra en Eurasia.

## Descripción
Es una planta herbácea perennifolia, hemicriptófito de tallo ascendente o erecto y sin roseta basal. Las hojas son ovadas y ± cordadas hacia la base. Las estípulas son estrechamente lanceoladas y dentadas o fimbriadas. Las flores son solitarias, y nacen de largos pedúnculos axilares. Los sépalos son lanceolados, y presentan unos apéndices acrescentes durante la fructificación. Los pétalos son de un azul intenso, con un espolón corto (hasta 5 mm). El fruto es una cápsula trígona.
Es una especie que a menudo cuesta de reconocer y que presenta una gran variabilidad. Se diferencia del grupo de la Viola sylvestris Lam., por la ausencia de roseta de hojas basales, carácter que a veces no es fácil apreciar. Por otro lado, se han descrito subespecies de validez no muy clara como las montana (L.) Hartm. y silvensis (Font Quer) O.Bolòs et Vigo.

## Hábitat
Se encuentra en los claros de bosques de pino negro, matorrales altimontanos (junto con  Rhododendron ferrugineum, Calluna vulgaris, etc.) y en los pastos alpinos acidófilos.

## Taxonomía
Viola canina fue descrita por Linneo y publicado en Species Plantarum 935, en el año 1753.